# Charles Petty-Fitzmaurice (7e marquis de Lansdowne)
Pour les articles homonymes, voir FitzMaurice et Lansdowne.
Charles Hope Petty-Fitzmaurice, 7e marquis de Lansdowne, né le 9 janvier 1917 et tué à la guerre le 20 août 1944, est un noble britannique.

## Biographie
Il est le troisième des cinq enfants, et le deuxième des trois fils, de Henry Petty-Fitzmaurice, militaire de carrière, homme politique libéral unioniste, 6e marquis de Lansdowne et membre simultanément, à la fin des années 1920, de la Chambre des lords du Parlement du Royaume-Uni et du Sénat irlandais. La famille Fitzmaurice est d'origine normande et installée sur l'île d'Irlande à partir du XIIe siècle. Le nom "Petty-Fitzmaurice" provient du mariage à la fin du XVIIe siècle de Thomas Fitzmaurice et d'Anne Petty, fille de l'économiste, philosophe et homme politique anglais Sir William Petty. Le titre de marquis de Lansdowne relève de la pairie de Grande-Bretagne, ayant été créé en 1784 par le roi George III pour William Petty FitzMaurice, Premier ministre de 1782 à 1783. Charles Hope Petty-Fitzmaurice est l'arrière-arrière-arrière-petit-fils de ce dernier,,.
Éduqué au collège d'Eton, il étudie ensuite au Balliol College de l'université d'Oxford. Son frère aîné Henry meurt en 1933 à l'âge de 19 ans, et c'est durant ses études à Oxford que Charles Petty-Fitzmaurice devient en mars 1936, à la mort de son père, 7e marquis de Lansdowne -lui donnant droit à un siège à la Chambre des lords- ainsi que 8e comte de Kerry de la pairie d'Irlande, 7e comte Wycombe de la pairie de Grande-Bretagne, 8e comte de Shelburne de la pairie d'Irlande et 11e Lord Nairne de la pairie d'Écosse, titre datant de 1681. Il hérite également du manoir familial Bowood House, dans le Wiltshire. En 1938 il obtient son diplôme de Bachelor of Arts (licence) à Oxford,,.
Réserviste dans le régiment de yeomanry Royal Wiltshire Yeomanry (en), il participe à la Seconde Guerre mondiale avec le rang de capitaine dans le corps de blindés de ce régiment. Blessé, il récupère suffisamment pour être une nouvelle fois déployé au front. Son frère cadet Edward, lieutenant dans le régiment des Irish Guards, est tué le 11 août 1944 à la bataille de Normandie. Charles Petty-Fitzmaurice meurt neuf jours plus tard, tué à l'âge de 27 ans durant la campagne d'Italie. N'ayant pas de sépulture connue, il est commémoré au mémorial du cimetière militaire du Commonwealth à Cassino. Il est par ailleurs l'un des cinquante-six parlementaires britanniques morts à la Seconde Guerre mondiale et commémorés par un vitrail au palais de Westminster,,,.
Jamais marié, il est mort sans enfant, et la plupart de ses titres vont à son cousin George Petty-Fitzmaurice (8e marquis de Lansdowne), capitaine dans le régiment des Royal Scots Greys, francophile et secondé par l'armée britannique aux Forces françaises libres ; il devient le 8e marquis de Lansdowne. C'est toutefois la sœur aînée de Charles Petty-Fitzmaurice, Katherine Bigham, qui hérite du titre écossais et devient suo jure 12e Lady Nairne,,.